# August 1998
Portal Geschichte | Portal Biografien | Aktuelle Ereignisse | Jahreskalender | Tagesartikel

◄ |
19. Jahrhundert |
20. Jahrhundert
| 21. Jahrhundert

◄ |
1960er |
1970er |
1980er |
1990er
| 2000er | 2010er | 2020er | ►

◄ |
1994 |
1995 |
1996 |
1997 |
1998
| 1999 | 2000 | 2001 | 2002 | ►

◄ |
Mai 1998 |
Juni 1998 |
Juli 1998 |
August 1998 |
September 1998 |
Oktober 1998 |
November 1998 |
►
Dieser Artikel behandelt aktuelle Nachrichten und Ereignisse im August 1998.

## Tagesgeschehen

### Samstag, 1. August 1998
- Banbridge/Vereinigtes Königreich: Ein Sprengstoffanschlag der paramilitärischen Real Irish Republican Army fügt in der nordirischen Kleinstadt Banbridge 35 Personen Verletzungen zu. Circa 200 Wohnungen werden beschädigt.[1]
- Bayern/Deutschland: Bei der A7 in der Nähe von Würzburg wird eine Gruppe afghanischer Flüchtlinge von der Polizei aufgegriffen. Die insgesamt 46 Männer, Frauen und Kinder wurden von 2 tschechischen LKW-Fahrern ausgesetzt. Die Flüchtlinge werden in einem Bus zurück nach Tschechien gebracht und die Schlepper verhaftet.[2]
- Bonn/Deutschland: Nach einer Revision der Straßenverkehrsordnung werden Kfz-Fahrer, die unter dem Einfluss von Drogen stehen, künftig mit einer Geldbuße wegen ordnungswidrigen Verhaltens belegt. Es können auch Fahrverbote ausgesprochen werden.[3]
- Deutschland, Liechtenstein, Österreich, Schweiz: Das neue Regelwerk der Rechtschreibung der Deutschen Sprache tritt in Kraft. Für schulische Leistungen sind jedoch die Vorgaben der einzelnen Bundesländer (Deutschland), Bundesländer (Österreich) und Kantone maßgebend, so dass z. B. in Schweizer und in Liechtensteiner Schulen die Verwendung eines „ß“ an Stelle von „ss“ weiterhin unzulässig ist und ebenso die Verwendung von „ss“ statt eines geforderten „ß“ an deutschen und in österreichischen Schulen.[4]
- Junik/Jugoslawien: Die Belagerung von Junik im Kosovokrieg durch die Jugoslawische Armee, die am Dienstag (28. Juli 1998) begann, wird trotz eines Versprechen von Präsident Slobodan Milošević am Vortag (Freitag, 30. Juli 1998) in einem Treffen mit einer EU-Delegation, die Belagerung zu beenden, fortgesetzt. Aufgrund der heftigen Kämpfe zwischen der Jugoslawischen Armee und der UÇK sind bereits 35.000 Menschen im Kosovo auf der Flucht. Die Flüchtlingshilfe versucht unterdessen, zumindest einen Teil der Flüchtlinge mit Nahrung, Wasser und weiteren lebenswichtigen Hilfsmitteln zu versorgen.[5]
- Nasran/Russland: Mit dem Russischen Ministerpräsidenten Sergei Kirijenko trifft sich erstmals seit einem Jahr wieder ein Russischer Spitzenpolitiker mit dem Präsidenten der abtrünnigen Kaukasusrepublik Tschetschenien, Aslan Maschadow. Das Treffen findet in der benachbarten Russischen Teilrepublik Inguschetien statt. Da Maschadow der Russischen Regierung vorgeworfen hatte, die Versprechungen im 1997 getroffenen Friedensvertrag nicht zu erfüllen und Tschetschenien bis heute keine Hilfe geleistet zu haben, bietet Russland den Tschetschenen dafür den Status einer Sonderwirtschaftszone an, und verspricht, Tschetschenien ab sofort zu unterstützen.[6]
- Phnom Penh/Kambodscha: In Kambodscha gewinnt die Kambodschanische Volkspartei unter Ministerpräsident Hun Sen nach Auszählungen die Parlamentswahlen vom letzten Sonntag (26. Juli 1998). Während die 600 internationalen Wahlbeobachter keine Vorkommnisse meldeten, werfen die beiden größten Oppositionsparteien FUNCINPEC und Sam-Rainsy-Partei der Volkspartei von Hun Sen Wahlfälschungen und Wahlbetrug vor. Das offizielle Endergebnis, das an diesem Tag erwartet wurde, wird erst ein paar Tage später vorliegen.[7]

### Sonntag, 2. August 1998
- Bukavu/DR Kongo: Regierungstreue Militäreinheiten starten eine Offensive gegen Aufständische an der Grenze zu Ruanda. Die angegriffenen Rebellen kämpfen gegen die Administration von Staatsoberhaupt Laurent-Désiré Kabila, der sich am Ende des Kongokriegs im Frühjahr 1997 per Dekret selbst als Präsident der Republik einsetzte.[8]
- Paris/Frankreich: Marco Pantani gewinnt zum ersten Mal, und als siebter Italiener, die Rad-Rundfahrt Tour de France.[9]

### Montag, 3. August 1998
- Bukavu, Kinshasa/DR Kongo: Während die Gefechte zwischen kongolesischer Armee und Kämpfern der Ethnie Tutsi an der Grenze zu Ruanda andauern, zerfällt die Armee in der Hauptstadt Kinshasa in zwei feindliche Lager, pro und contra Präsident Kabila. Ihren Konflikt tragen sie auf den Straßen der Stadt mit offener Gewalt aus.[10]
- Chiapas/Mexiko: Die Nichtregierungsorganisation Fray Bartolome de las Casas meldet, dass die Streitkräfte Mexikos in ihrem Kampf gegen die vorwiegend aus indigenen Mitgliedern bestehende Zapatistische Armee der Nationalen Befreiung binnen sechs Monaten 57 Menschen hinrichteten, sechs weitere Personen seien aus politischen Gründen ermordet worden. Der Chiapas-Konflikt begann im Januar 1994.[11]
- Den Haag/Niederlande: Königin Beatrix nimmt den Amtseid des Ministerpräsidenten Wim Kok von der Partei der Arbeit für dessen zweite Amtszeit ab.[12]

### Dienstag, 4. August 1998

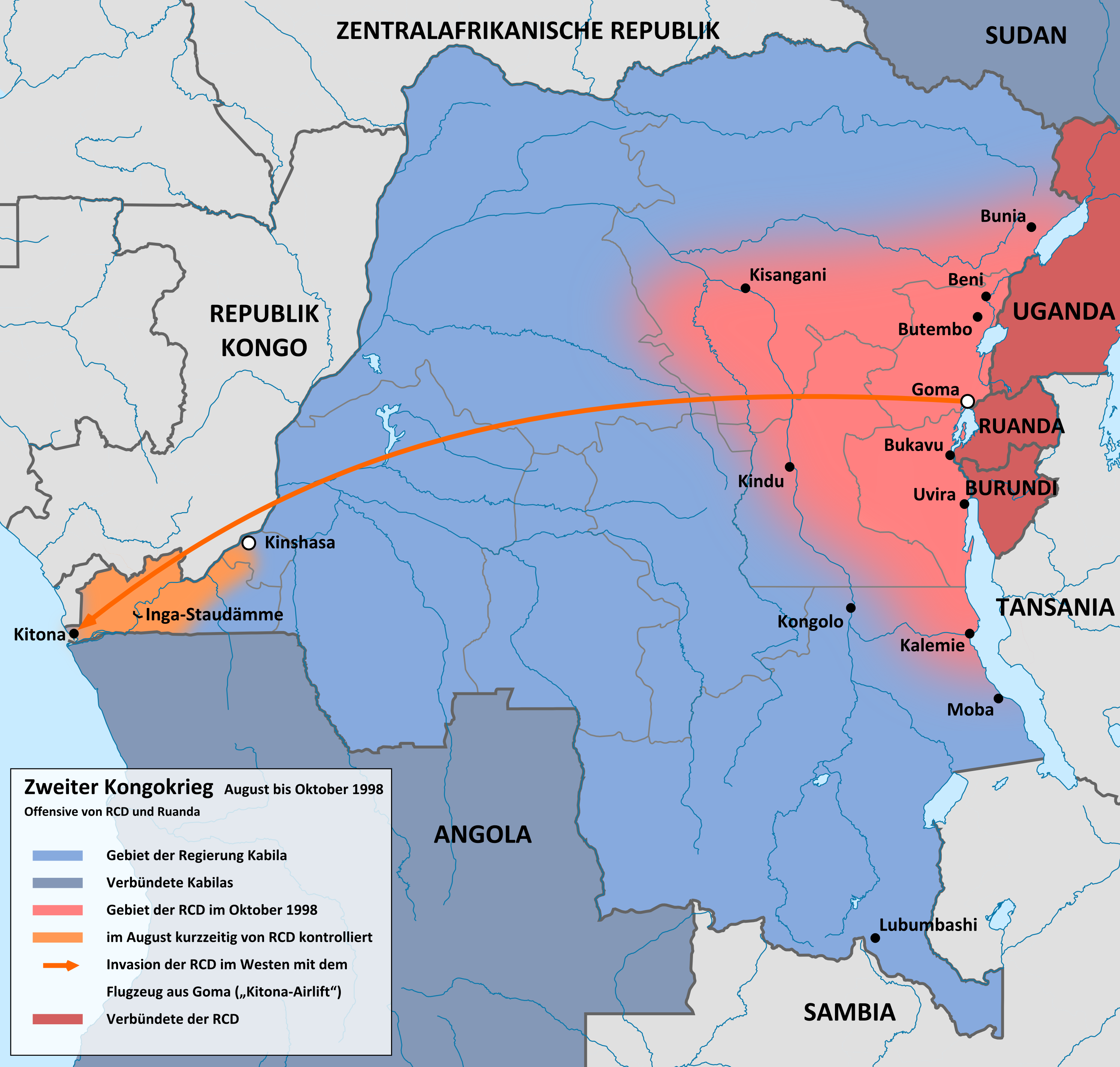
Kitona Airlift, blau: Einflussbereich von Kabila und seinen Verbündeten

- Goma/DR Kongo: Mit 1.200 Kämpfern fliegt der Ruander James Kabarebe in drei Zivilmaschinen vom Osten des Kongos nach Kitona im Westen des Landes („Kitona Airlift“). Die Einheiten wollen nach der Landung aus westlicher Richtung auf die Hauptstadt Kinshasa marschieren und Kongos Präsidenten Kabila stürzen. Unter Kabarebes Kämpfern befinden sich neben Ruandern auch viele kongolesische Rebellen sowie Ugander.[13]

### Freitag, 7. August 1998

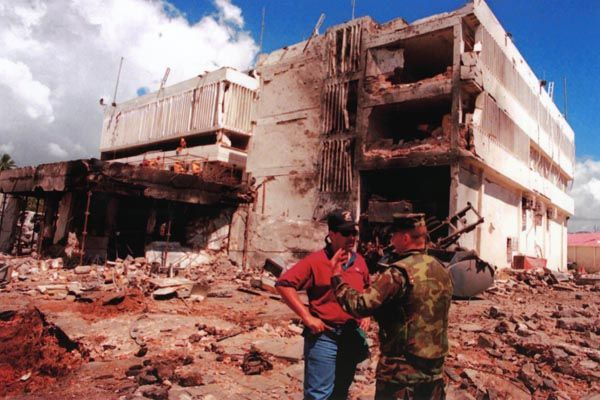
Anschlagsort in Daressalam

- Daressalam/Tansania: Ein verdächtiges Kraftfahrzeug wird an der Zufahrt zur Botschaft der Vereinigten Staaten gestoppt. Der Insasse zündet nach dem erzwungenen Halt wenige Meter vor dem Gebäude eine Autobombe. Elf Menschen kommen durch die Explosion ums Leben und etwa 75 weitere werden verletzt.[14]
- Nairobi/Kenia: Der Fahrer eines Lkw wirft auf dem Parkplatz der Botschaft der Vereinigten Staaten eine Handgranate auf Wachleute, als diese sich seinem Fahrzeug nähern, lenkt den Lkw zum Botschaftsgebäude und zündet den geladenen Sprengstoff. Die Botschaft und ein benachbartes Bürohaus werden zerstört. Die Rettungskräfte gehen von mehr als 200 Todesopfern und 5.000 Verletzten aus.[15]

### Samstag, 8. August 1998
- Leverkusen/Deutschland: Titelverteidiger Bayern München gewinnt die dritte Auflage des DFB-Ligapokals. Das Spiel gegen den VfB Stuttgart findet in der BayArena vor 14.000 Zuschauern statt und endet 4:0.[16]

### Montag, 10. August 1998
- Quito/Ecuador: Der Rechtsanwalt Jamil Mahuad von der Partei Volksdemokratie tritt sein Amt als neuer Staatspräsident an.[17]

### Donnerstag, 13. August 1998
- Berlin/Deutschland: Die Bundesrepublik und das Land Berlin weihen in der Bernauer Straße eine Gedenkstätte für die „Opfer der kommunistischen Gewaltherrschaft“ an einem unter Denkmalschutz stehenden, circa 1.400 m langen Teilstück der ehemaligen Mauer in Berlin ein.[18][19]

### Samstag, 15. August 1998

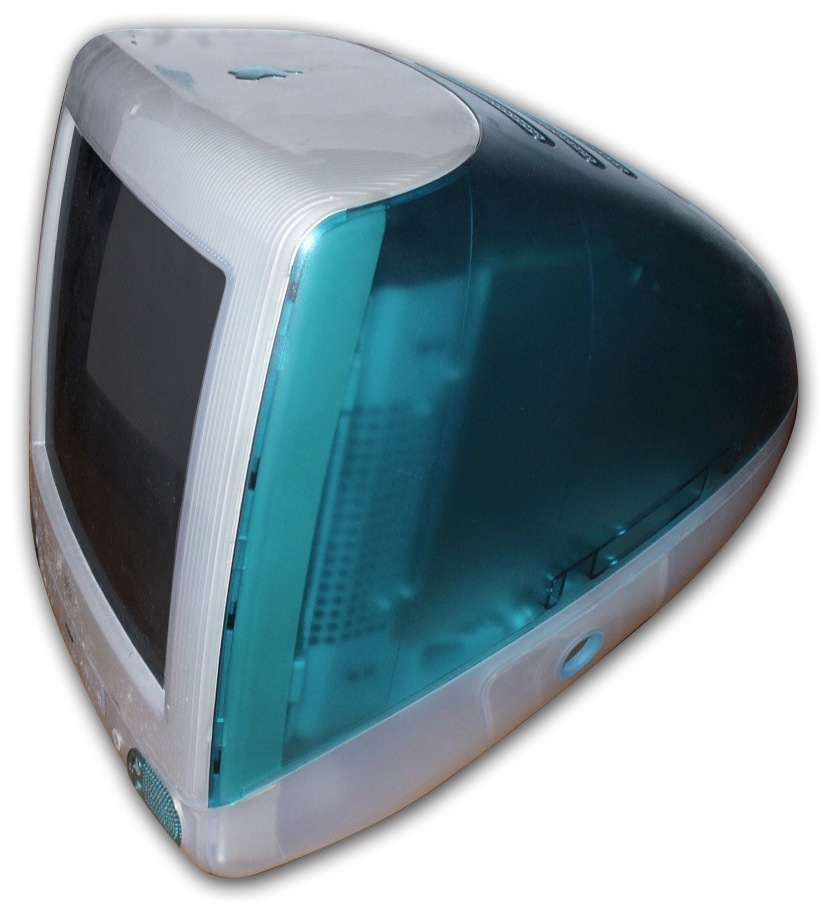
iMac

- Cupertino/Vereinigte Staaten: Die ersten iMac-Geräte kommen in den Vereinigten Staaten in den Handel. Der All-in-one-Computer des Hard- und Software-Entwicklers Apple vereint alle Bauteile in einem Gehäuse.

### Donnerstag, 20. August 1998
- Al-Chartum Bahri/Sudan, Afghanistan: Die Streitkräfte der Vereinigten Staaten greifen als Reaktion auf die etwa zwei Wochen zuvor erfolgten Terroranschläge auf die US-Botschaften in Nairobi, Kenia, und in Daressalam, Tansania, Ziele im Sudan und im östlichen Afghanistan mit Marschflugkörpern an, um Vergeltung an den mutmaßlichen Auftraggebern zu üben.[20][21]
- Amman/Jordanien: Fayez al-Tarawneh löst Abdelsalam al-Majali als Ministerpräsident von Jordanien ab.[22]

### Samstag, 22. August 1998
- Ozeanien, Südostasien: Eine ringförmige Sonnenfinsternis kann von Papua-Neuguinea aus etwa drei Minuten lang beobachtet werden. Sie tritt ebenso in Australien und auf anderen Inseln Südostasiens ein.[23]

### Dienstag, 25. August 1998
- Berlin/Deutschland: Zehn Jahre nach der Podiumsdiskussion, auf der Lea Rosh ein Denkmal für die ermordeten Juden Europas im Bezirk Kreuzberg vorschlug, entscheidet der Senat von Berlin, sich erst nach der Bundestagswahl 1998 wieder mit der Thematik zu befassen. Architekt Peter Eisenman legte im April modifizierte Pläne zur Gestaltung der Anlage vor.[24]

### Sonntag, 30. August 1998
- Baden-Baden/Deutschland: Die Anstalt des öffentlichen Rechts Südwestrundfunk (SWR) übernimmt die Ausstrahlung der TV- und Hörfunk-Sender des Südwestfunks (SWF) und des Süddeutschen Rundfunks (SDR). Als neues „drittes Programm“ für Südwestdeutschland, hinter ARD und ZDF, bildet der SWR die zweitgrößte Anstalt innerhalb der ARD. Wegen diverser Personal- und Programmentscheidungen wird beim SDR auch von einer feindlichen Übernahme durch den SWF gesprochen.[25][26]

### Montag, 31. August 1998
- Hamgyŏng-pukto/Nordkorea: Nordkorea feuert die erste Rakete mit drei Stufen in seiner Geschichte ab, diese überquert Japan und stürzt anschließend in den Pazifik. Die erste Stufe war amerikanischen Statements zufolge eine Rodong-Rakete, die zweite eine Hwasong-6-Rakete, die dritte Stufe ist unbekannt. Nordkorea kündigte für den heutigen Tag den Start des Satelliten Kwangmyŏngsŏng an. Von ihm fehlt allerdings jede Spur.[27]

## Weblinks

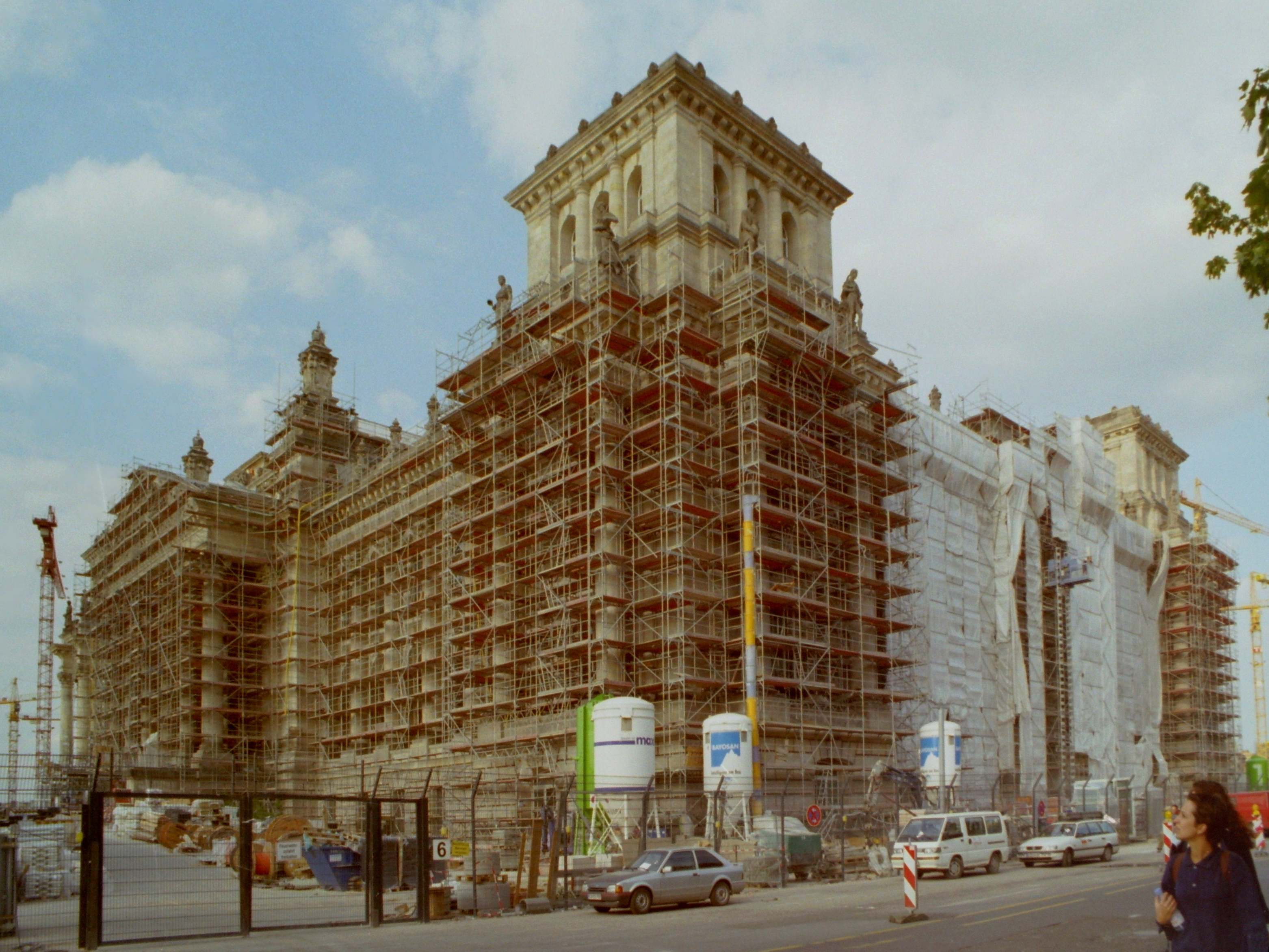
Berlin im August 1998